# Bologna sandwich
Il bologna sandwich è un panino diffuso negli Stati Uniti sud-orientali, composto da due fette di pane bianco racchiudenti un companatico di bologna sausage (un insaccato nordamericano simile alla mortadella) e ingredienti aggiuntivi a piacere, tra cui formaggio cheddar, ortaggi (pomodori, cetrioli sottaceto, cipolle) e salse (ketchup, maionese e/o senape). A seconda dei casi, il panino può essere freddo oppure venire fritto.

## Storia
Intorno al 1928, anno in cui la nascita del pane industriale a fette impattò in modo decisivo sull'alimentazione statunitense, il bologna sandwich divenne uno dei più diffusi e consumati dell'epoca anche grazie ai costi ridotti degli ingredienti di cui è composto. Oggi la versione fritta dell'alimento è particolarmente tipica dell'Arkansas.